# شورنگا
شورنگا (به لاتین: Shurenga) یک منطقهٔ مسکونی در روسیه است که در استان آرخانگلسک واقع شده‌است.